# Reprezentacja Serbii na Mistrzostwach Europy w Wioślarstwie 2009
Reprezentacja Serbii na Mistrzostwach Europy w Wioślarstwie 2009 liczyła 12 sportowców. Najlepszymi wynikami było 2. miejsce w dwójce bez sternika mężczyzn.

## Medale

### Złote medale
Brak

### Srebrne medale
dwójka bez sternika mężczyzn (M2-): Nikola Stojić, Goran Jagar

### Brązowe medale
dwójka podwójna mężczyzn (M2x): Marko Marjanović, Dušan Bogićević
czwórka bez sternika wagi lekkiej mężczyzn (LM4-): Nemanja Nešić, Miloš Stanojević, Nenad Babović, Miloš Tomić

## Wyniki

### Konkurencje mężczyzn
- dwójka bez sternika (M2-): Nikola Stojić, Goran Jagar – 2. miejsce
- dwójka podwójna (M2x): Marko Marjanović, Dušan Bogićević – 3. miejsce
- czwórka bez sternika (M4-): Nenad Bedik, Predrag Lackov, Miloš Čudić, Igor Perzić – 7. miejsce
- czwórka bez sternika wagi lekkiej (LM4-): Nemanja Nešić, Miloš Stanojević, Nenad Babović, Miloš Tomić – 3. miejsce